# Lauren Graham
Lauren Helen Graham (Honolulu, 16 de março de 1967) é uma atriz e escritora norte-americana. É conhecida pelo papel principal na série de televisão Gilmore Girls (br: Tal Mãe, Tal Filha), no qual interpreta Lorelai Gilmore. Lauren também foi uma das protagonistas do seriado Parenthood exibido pelo canal americano NBC. Atualmente, está na série Zoey's Extraordinary Playlist interpretando a personagem Joan.

## Infância e educação
Lauren nasceu em Honolulu, no Havaí. A sua mãe, Donna Grant trabalhou como fashion buyer e o seu pai, Lawrence Graham foi lobista da indústria dos doces e presidente da National Confectioners Association. Quando Lauren tinha cinco anos, seus pais se divorciaram, e sua mãe mudou-se para Londres para se juntar a uma banda de rock and roll. Depois do divórcio, Lauren e seu pai mudaram-se para a Virginia onde ele trabalhou para o Congresso. Lauren tem uma meia-irmã e um meio-irmão, fruto do segundo casamento do seu pai e uma meia-irmã britânica fruto do segundo casamento da sua mãe.
Durante a infância, Lauren viveu no Japão durante algum tempo enquanto o seu pai trabalhou para a Agency for International Development.
Quando era criança, um dos seus maiores interesses era o hipismo e chegou a participar em algumas competições, mas cedo descobriu a representação. No liceu participou no grupo de teatro e, depois de terminar o 12º ano em 1984, ingressou na Barnard College onde completou um Bacharelato de Artes de Literatura Inglesa. Enquanto estudava na universidade, Lauren participou no programa de verão de representação do Barn Theatre em Augusta, Michigan durante dois anos e entrou no sindicato dos atores em 1988. Em 1992 completou um Mestrado de Representação na Southern Methodist University no Texas.

## Carreira

### 1994 - 1999
Depois de terminar a sua educação, Lauren mudou-se para Nova Iorque onde trabalhou como empregada de mesa e explicadora. Um dos seus primeiros trabalhos relacionados com o mundo do espetáculo surgiu em 1994 quando fez várias aparições públicas como a mascote do Mundial de Futebol de 1994. Em 1995 mudou-se para Los Angeles onde participou em vários anúncios publicitários.
Em Los Angeles começou também a conseguir pequenos papéis em séries de televisão, para além de ter protagonizado quatro sitcoms que não tiveram sucesso, incluindo Townies, Lush Life e M.Y.O.B.
Entre 1996 e 1997, Lauren foi convidada a participar em várias séries da NBC. Entre elas, 3rd Rock from the Sun, onde interpretou uma estudante por quem Dick se apaixona, Caroline in the City, onde interpretou a namorada demasiado otimista da personagem de Richard e Seinfeld, onde interpretou a namorada de Jerry. Participou ainda em três episódios de Law & Order onde contracenou com Scott Cohen que mais tarde viria a interpretar o papel de Max Medina, o primeiro namorado da sua personagem em Gilmore Girls.

### 2000 - 2008:Gilmore Girlse papéis no cinema
Em 2000, Lauren conseguiu o papel que a tornaria conhecida: o de Lorelai Gilmore em Gilmore Girls. O seu trabalho na série valeu-lhe uma nomeação para os Globos de Ouro em 2001. A partir do episódio "To Whom It May Concern" da sétima temporada da série, Lauren tornou-se produtora. Segundo um artigo da revista TV Guide, Lauren recebeu esta posição de forma a ser convencida a aceitar participar numa oitava temporada da série (o que não chegou a acontecer).
A popularidade da série Gilmore Girls levou a que Lauren conseguisse vários papéis de destaque no cinema, principalmente em comédias como Bad Santa (2003), The Pacifier (2005), Because I Said So (2007) e Evan Almighty (2007).
Depois do final de Gilmore Girls, Lauren regressou às suas origens de participações especiais em séries quando fez de ela própria em dois episódios da série Studio 60 on the Sunset Strip da NBC. Participou ainda na série Web Therapy no papel de Grace Tiverton. Em 2007 assinou um contrato de exclusividade com o canal NBC.
Nos anos que se seguiram ao fim de Gilmore Girls, Lauren continuou a apostar no cinema com papéis em filmes como Flash of Genius (2008), The Answer Man (2009) e It's Kind of a Funny Story (2010).

### Estreia na Broadway,Parenthoode livro

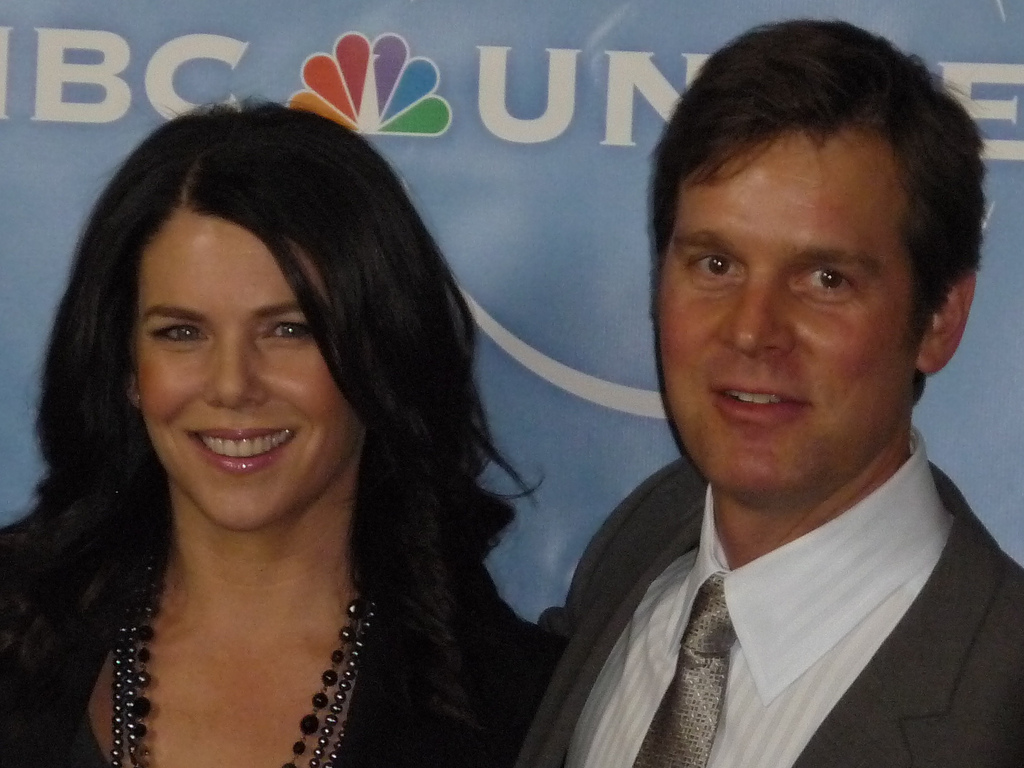
Lauren Graham com o seu colega da série Parenthood e atual namorado, Peter Krause.

Lauren estreou-se na Broadway em 2009 no papel de Miss Adelaide em Guys and Dolls com criticas mistas. A peça esteve em cena durante quatro meses.
Em outubro de 2009 a NBC anunciou que Lauren iria substituir Maura Tierney na série Parenthood no papel da mãe solteira Sarah Braverman. Maura deixou a produção da série depois de descobrir que tinha câncer. A série acabou por ser um sucesso para a NBC e teve seis temporadas.
Em 2013 Lauren lançou o seu primeiro livro, Someday, Someday, Maybe: A Novel. O romance é uma ficcionalização das experiências de Lauren no mundo da representação de Nova Iorque em meados dos anos 1990 e entrou na lista de livros mais vendidos do New York Times.
A 29 de janeiro de 2016, a Netflix anunciou que iria transmitir quatro novos episódios de 90 minutos da série Gilmore Girls e confirmou o regresso da maioria do elenco original, incluindo Lauren Graham.

## Vida pessoal
Lauren namorou durante alguns anos com Matthew Perry que conheceu em 2002. A atriz está atualmente numa relação com Peter Krause o seu colega da série Parenthood que conheceu em 2010.

## Filmografia

### Filmes
| Ano  | Título                                                                | Papel                     | Notas         |
| ---- | --------------------------------------------------------------------- | ------------------------- | ------------- |
| 1997 | Nightwatch                                                            | Marie                     |               |
| 1998 | Confessions of a Sexist Pig                                           | Tracy                     |               |
| 1998 | One True Thing                                                        | Jules                     |               |
| 1999 | Dill Scallion                                                         | Kristie Sue               |               |
| 2001 | Sweet November                                                        | Angelica                  |               |
| 2002 | The Third Wheel                                                       | Mulher na festa           | Não creditada |
| 2003 | Bad Santa                                                             | Sue                       |               |
| 2004 | Seeing Other People                                                   | Claire                    |               |
| 2005 | Lucky 13                                                              | Abbey                     |               |
| 2005 | The Life Coach                                                        | Dr. Sue Pegasus           |               |
| 2005 | The Amateurs                                                          | Peggy                     |               |
| 2005 | The Pacifier                                                          | Diretora Claire Fletcher  |               |
| 2005 | Gnome                                                                 | Amanda                    | Short film    |
| 2006 | Black Diamonds: Mountaintop Removal & the Fight for Coalfield Justice | Ela mesma / Narradora     | Documentário  |
| 2007 | Because I Said So                                                     | Dra. Maggie Wilder-Decker |               |
| 2007 | Evan Almighty                                                         | Joan Baxter               |               |
| 2008 | Birds of America                                                      | Betty Tanager             |               |
| 2008 | Flash of Genius                                                       | Phyllis Kearns            |               |
| 2009 | The Answer Man                                                        | Elizabeth                 |               |
| 2009 | Cloudy with a Chance of Meatballs                                     | Fran Lockwood             | Voz           |
| 2010 | It's Kind of a Funny Story                                            | Lynn Gilner               |               |
| 2014 | A Merry Friggin' Christmas                                            | Luann Mitchler            |               |
| 2015 | Max                                                                   | Pamela Wincott            |               |
| 2016 | Joshy                                                                 | Katee                     |               |
| 2016 | Middle School: The Worst Years of My Life                             | Jules Khatchadorian       |               |
| 2025 | Twinless                                                              | Mãe de Rocky e Roman      |               |

### Televisão
| Ano           | Título                             | Papel                       | Notas                                                            |
| ------------- | ---------------------------------- | --------------------------- | ---------------------------------------------------------------- |
| 1995–1996     | Caroline in the City               | Shelly                      | 5 episódios                                                      |
| 1996          | 3rd Rock from the Sun              | Laurie Harris               | Episódio: "Dick's First Birthday"                                |
| 1996          | Good Company                       | Liz Gibson                  | Papel principal; 6 episódios                                     |
| 1996          | Townies                            | Denise Garibaldi Callahan   | Papel principal; 15 episódios                                    |
| 1997          | Law & Order                        | Lisa Lundquist              | 3 episódios                                                      |
| 1997          | Seinfeld                           | Valerie                     | Episódio: "The Millennium"                                       |
| 1997          | NewsRadio                          | Andrea                      | 4 episódios                                                      |
| 1998          | Conrad Bloom                       | Molly Davenport             | Papel principal; 15 episódios                                    |
| 2000          | M.Y.O.B.                           | Opal Marie Brown            | 4 episódios                                                      |
| 2000–2007     | Gilmore Girls                      | Lorelai Gilmore             | Papel principal; 153 episódios Produtora (7ª temporada)          |
| 2001          | Chasing Destiny                    | Jessy James                 | Filme televisivo                                                 |
| 2002          | Family Guy                         | Mother Maggie               | Voz Episódio: "Road to Europe"                                   |
| 2006          | Studio 60 on the Sunset Strip      | Ela mesma / Apresentadora   | Não creditada Episódios: "The Long Lead Story", "The Wrap Party" |
| 2009          | The Bridget Show                   | Bridget O'Shea              | Piloto                                                           |
| 2010–2015     | Parenthood                         | Sarah Braverman             | Papel principal; 101 episódios                                   |
| 2011          | Late Late Show with Craig Ferguson | Geoff Peterson              | Voz Episódio: "#8.62"                                            |
| 2012          | Go On                              | Amy                         | Episódio: "Dinner Takes All"                                     |
| 2012          | Project Runway                     | Ela mesma / Jurada Especial | Episódio: "A Times Square Anniversary Party"                     |
| 2014          | Web Therapy                        | Grace Tiverton              | Episódios: "Smile Through the Pain", "In Angus We Trust"         |
| 2014          | Hollywood Game Night               | Ela mesma                   | Episódio: "The Pittsburgh Steal-ers!"                            |
| 2015          | The Late Late Show                 | Ela mesma / Apresentadora   | 1 episódio                                                       |
| 2015          | The Odd Couple                     | Gaby Madison                | Episódio: "The Audit Couple"                                     |
| 2015          | Repeat After Me                    | Ela mesma                   | Episódio #1.7                                                    |
| 2016          | Gilmore Girls: A Year in the Life  | Lorelai Gilmore             | Papel principal: 4 episódios                                     |
| 2017          | Curb Your Enthusiasm               | Bridget                     | 3 episódios                                                      |
| 2017–2018     | Vampirina                          | Oxana Hauntley              | Voz                                                              |
| 2018          | The Peter Austin Noto Show         | Santa's Helper #8           | Episódio: "Santas Helpers"                                       |
| 2020–presente | Zoey's Extraordinary Playlist      | Joan                        | Elenco principal                                                 |
| 2021          | The Mighty Ducks                   | Alex                        | Papel principal                                                  |

## Obras e publicações
- Graham, Lauren (2013). Someday, Someday, Maybe: A Novel. New York: Ballantine Books. ISBN 978-0-345-53275-6. OCLC 964419268
- Graham, Lauren (2016). Talking As Fast As I Can: From Gilmore Girls to Gilmore Girls (and Everything in Between). New York: Random House Publishing Group. ISBN 978-0-425-28518-3. OCLC 967820013
- Graham, Lauren (2018). In Conclusion, Don't Worry About It. New York: Ballantine Books. ISBN 978-1-524-79959-5. OCLC 1004837849